# مراد غربي
مراد غربي هو لاعب كرة قدم تونسي في مركز الوسط، ولد في 21 يناير 1966.

## وصلات خارجية
- مراد غربي على موقع الاتحاد الدولي (مؤرشف)  (الإنجليزية)
- مراد غربي على موقع قاعدة بيانات كرة القدم.إي يو (الإنجليزية)
- مراد غربي على موقع ناشيونال فوتبول تيمز (الإنجليزية)